# Fondation Le Corbusier
Die  Fondation Le Corbusier ist eine Stiftung zur Bewahrung und Dokumentation der Schriften, des Plankonvoluts und der Bau- und Bildwerke von Le Corbusier mit Sitz in Paris, Frankreich.

## Gründung
Im Januar 1960 hat der schweizerisch-französische Architekt, Architekturtheoretiker, Stadtplaner, Maler und Bildhauer Le Corbusier (1887–1965) die Stiftung Fondation Le Corbusier aus privaten Mitteln mit Freunden gegründet.
Le Corbusier, der keine direkten Erben hatte, wollte in den letzten fünfzehn Jahren seines Lebens mit der Gründung der Stiftung sicherstellen, dass das von ihm sorgfältig aufbewahrte Konvolut seiner Schriften, Pläne und Bildwerke nach seinem Tod in einem Archiv gesammelt wird und der Öffentlichkeit zugänglich ist. Seine Sammlung sollte nicht auf mehrere Institutionen und Besitzer zerstreut werden. Deshalb bemühte er sich, die Stiftung, welche seinen Namen trägt, noch zu Lebzeiten im Detail zu regeln und zu verwirklichen.
Am 13. Januar 1960 sandte Le Corbusier seine Zielsetzungen  zur „Fondation Le Corbusier“  an M. Ouvré,  M. Gabriel Chéreau, Bernard Anthonioz und einem Mitglied des Kabinetts von André Malraux, einer Gruppe von Freunden, die er für die Verwirklichung des Projekts begeistern konnte.

## Aufgaben der Stiftung
Die Aufgabe der Stiftung ist es, das Kulturerbe Le Corbusiers zu schützen und zu erhalten. Die Stiftung unterstützt Forschungsarbeiten und ist Herausgeber zahlreicher Publikationen. Ihre Zielsetzung ist im Einzelnen:

### Bewahrung der architektonischen Arbeit
Die architektonische Arbeit von Le Corbusier bedeckt vier Kontinente und elf Länder. Es ist die Aufgabe der Stiftung, die Urheberrechte an den Werken zu sichern und zu deren Erhaltung beizutragen. Von der Stiftung berufene Experten sollen die Eigentümer, Besitzer und Bewohner der von Le Corbusier geplanten Gebäude bei der Renovierung und Unterhaltung beraten. Alle Wiederherstellungs- und Entwicklungsprojekte, einschließlich der, die die Stiftung selbst durchführt, sind einem Komitee von berufenen Experten vorzulegen. Diese sollen dazu beitragen, die Arbeit von Le Corbusier zu respektieren. Die Stiftung kann auf der Grundlage der Empfehlungen dieses berufenen Komitees Änderungen am Werk autorisieren oder Bedenken hierzu vorzutragen. Die Stiftung sichert die Bewahrung der von Le Corbusier hinterlassenen und in ihrem Eigentum stehenden Gebäude; sie lässt Unterhaltungs- und Renovierungsarbeiten ausführen, die für die Bewahrung der Originalität erforderlich sind.

### Archivierung und Veröffentlichung der Schriften und Pläne von LC
Zusätzlich zum Konservieren der Bau- und Bildwerke und der Information über die künstlerische und architektonische Arbeit von Le Corbusier ist es Aufgabe der Stiftung, das Schrifttum und die Pläne von Le Corbusier zu veröffentlichen. Sie hat ferner die Aufgabe, alle von Le Corbusier errichteten Gebäude weltweit systematisch fotografisch zu erfassen, mit dem Ziel, zum Beginn des 21. Jahrhunderts den Bestand an Bauten und Werken erschöpfend zu inventarisieren.

### Initiative zur Aufnahme der Bauwerke von LC in Liste der UNESCO-Welterbestätten
Aus vorgenannten  Gründen unterstützt und fördert die Stiftung die Bewerbung des Ministeriums für die Kultur und Kommunikation von Frankreich um die Aufnahme der architektonischen und städtebaulichen Arbeit von Le Corbusier in die Liste der  UNESCO-Welterbestätten. Frankreich schlug zusammen mit Deutschland, Argentinien, Belgien, Indien, Japan und der Schweiz vor, das architektonische und stadtplanerische Werk von Le Corbusier 2009 in das UNESCO-Welterbe aufzunehmen. Das Œuvre umfasste ursprünglich 23 Bauten, darunter vier in der Schweiz. Es handelt sich bei letzteren um das Gebäude Clarté (1932) in Genf, die Villa Le Lac (1925) in Corseaux (VD) sowie die «Maison Blanche» (1912) und die «Villa Schwob» (1916) in La Chaux-de-Fonds (NE). Das Dossier zur Kandidatur umfasste 750 Seiten. Es wurde am 30. Januar 2008  von der französischen Kulturministerin Christine Albanel im Beisein von UNESCO-Delegierten und Repräsentanten der Corbusier-Stiftung unterzeichnet. Trotz späterer Reduzierung auf 19 Objekte und Überarbeitung des Antrags wurde dieser im Juni 2011 vom Welterbekomitee abgelehnt. 2016 dann wurde die neu eingereichte Liste mit 17 Gebäuden von Le Corbusier angenommen. Die Liste der "The Architectural Work of Le Corbusier, an Outstanding Contribution to the Modern Movement" UNESCO Welterbestätten umfasst folgende Gebäude:
1. 1923: Maisons La Roche et Jeanneret / Paris, Frankreich
2. 1923: Petite villa au bord du lac Léman / Corseaux, Schweiz
3. 1924: Cité Frugès / Pessac, Frankreich
4. 1926: Maison Guiette / Antwerpen, Belgien
5. 1927: Häuser der Weissenhof-Siedlung / Stuttgart, Deutschland
6. 1928: Villa Savoye et loge du jardinier / Poissy, Frankreich
7. 1930: Immeuble Clarté / Genf, Schweiz
8. 1931: Immeuble locatif à la Porte Molitor / Boulogne-Billancourt, Frankreich
9. 1945: Unité d’habitation / Marseille, Frankreich
10. 1946: Manufacture à Saint-Dié / Saint-Dié-des-Vosges, Frankreich
11. 1949: Maison du Docteur Curutchet / La Plata, Argentinien
12. 1950: Chapelle Notre-Dame-du-Haut / Ronchamp, Frankreich
13. 1951: Cabanon du Corbusier / Roquebrune–Cap-Martin, Frankreich
14. 1952: Complexe du Capitole / Chandigarh, Indien
15. 1953: Couvent Sainte-Marie-de-la-Tourette / Éveux, Frankreich
16. 1955: Musée National des Beaux-Arts de l’Occident / Tokyo, Japan
17. 1953: Maison de la Culture de Firminy / Firminy, Frankreich[6]

## Sonstige Missionen
Seit dem obengenannten Datum hat die Stiftung in Übereinstimmung mit deren Statuten und seinen Missionen, alle seine Mittel zur Bewahrung, den Kenntnissen und der Verbreitung der Arbeit von Le Corbusier insbesondere durch die folgenden Initiativen gewidmet:

### Besichtigung von Bauwerken von LC
Die Stiftung ist Eigentümer der Immobilien Maisons La Roche-Jeanneret (Doppelhaus) Square du Docteur-Blanche in Paris, 1923, dem  l’appartement-atelier de Le Corbusier 24, rue Nungesser et Coli in Paris, 1933, und dem zweiten Haus für seine Eltern Villa Le Lac „Une petite maison“ Route de Lavaux in Corseaux, 1923–1924 und ermöglicht, dass diese das ganze Jahr über besichtigt werden können.

### Förderung der Forschung zu den Werken LC und deren Publikation
Die Stiftung veröffentlicht gemeinsam mit dem Herausgeber Birkhauser Handbücher zu den Gebäuden und unterstützt und fördert Forschungsarbeiten und Publikationen zum Werk von Le Corbusier.

### Exklusive Lizenzen für Le Corbusier Möbel und Farben
Seit 1964 – Le Corbusier war noch am Leben – unterzeichnete Cassina den ersten exklusiven Lizenzvertrag die designten Möbel von Le Corbusier, Pierre Jeanneret und Charlotte Perriand zu produzieren. 1965 gingen die bekannten Modelle LC1, LC2, LC3 und LC4 in die Produktion. Nur im Einverständnis mit den Wünschen der Designer und ihrer Erben gestaltet Cassina neue Versionen der Stücke aus der LC Kollektion. Die Lizenz für die architektonischen Farben von Le Corbusier wurde 2009 exklusiv der in der Schweiz niedergelassenen Les Couleurs Suisse AG anvertraut. Die originale Farbkollektion (Polychromie Architecturale) des Architekten Le Corbusier ist durch die Marke "Les Couleurs® Le Corbusier" geschützt.